# 习近平外交思想
习近平外交思想是习近平治下中华人民共和国的外交政策。习近平于2012年11月出任中国共产党总书记，成为中国最高领导人，他在安全问题和外交事务上采取强硬态度，在世界舞台上展示了一个更加民族主义和自信的中国。他的政治纲领要求中国更加团结，并对中国的价值体系和政治结构更加自信。习近平的“大国外交”取代了邓小平时代早期“韬光养晦”的口号，并使中国在世界舞台上发挥更积极的作用合法化，尤其是在与在国际秩序改革方面，与西方进行公开的意识形态竞争，并根据中国崛起的实力和地位在全球事务中承担更大的责任。
由于习近平对西方世界充满敌意，提出“東升西降”和“百年未有之大变局”，以及习近平实行个人独裁统治，被认为是导致习氏外交出现的因素，中国官方承认这是“战狼外交”。

## 简介
习对外交事务有着浓厚的兴趣，在他上任的头五年里，习近平飞行了35万多英里，访问了五大洲，并向外国听众发表了一百多场演讲。在此过程中，他成为第一位在出国旅行方面超过美国总统和其他中国领导人。作为他的“云外交”的一部分，习近平大量的电话和视频对外会议安排受到了中国媒体的显着关注，类似于面对面的外国访问。
习近平监督了中国外交政策的转变，与邓小平以来中国领导人的做法形成鲜明对比的是，更加果断地主动行动而不是被动反应，更愿意有力地维护国家利益而不是妥协。习近平指出，“中国外交政策的主旋律应该是追求成就，因时制宜，更加主动作为。”习近平号召外交官展现战斗精神，体现为战狼外交。
习近平在中国外交政策中提倡“底线思维”：明确规定其他国家不得逾越的红线。从中国的角度来看，这些在基线问题上的强硬立场减少了战略不确定性，防止其他国家误判中国的立场或低估中国主张其认为符合其国家利益的东西的决心。
2017年之前，习近平表示中国应该参与形成全球新秩序。这一立场在2017年发生了变化，习近平提出了“两个引导”：（一）中国要引导国际社会建设更加公正合理的世界秩序，（二）中国要引导国际社会维护国际安全。